# Chá Vinh
Chá Vinh (tiếng Trung: 柘荣县, Hán Việt: Chá Vinh huyện) là một huyện của thành phố Ninh Đức, tỉnh Phúc Kiến, Cộng hòa Nhân dân Trung Hoa. Huyện này có diện tích 544 km2, dân số 100.000 người. Huyện này có 2 trấn, 7 hương Huyện Chá Vinh có mã số bưu chính 355300, huyện lỵ tại nhai đạo Song Thành.